# 임치 (고려)
임치(林淄, 생몰년 미상)는 고려 후기의 폐신이다.

## 생애
우왕(禑王)의 총애를 받아 우왕과 함께 대나무 장대로 마을을 돌아다니며 참새를 잡아 구워먹기도 하고 말을 달리어 닭이나 개를 쏘기도 하며 그네놀이를 즐기기도 하고 기생을 거느리고 길가에서 놀기도 하며 후비전과 신하의 집을 자주 출입하는 등 폐단이 많았다.
그러나 우왕의 부탁을 받고 아버지 임견미(林堅味)의 탐욕함을 자주 일깨워 주어 마침내 임견미가 병을 칭탁하여 벼슬에서 물러나게 하기도 하였다. 벼슬은 우왕 때 상호군 밀직사 등을 역임하였다.

## 가계
- 조부 : 임언수(林彦修, 생몰년 미상)
- 조모 : 미상
  - 아버지 : 임견미(林堅味, ? ~1388)
  - 어머니 : 미상

## 임치가 등장한 작품
- 《육룡이 나르샤》(SBS, 2015~2016, 배우:박성훈) - 해당 작품에서는 "길유"라는 이름으로 각색되어 등장한다.